# 어벤저스 (드라마)

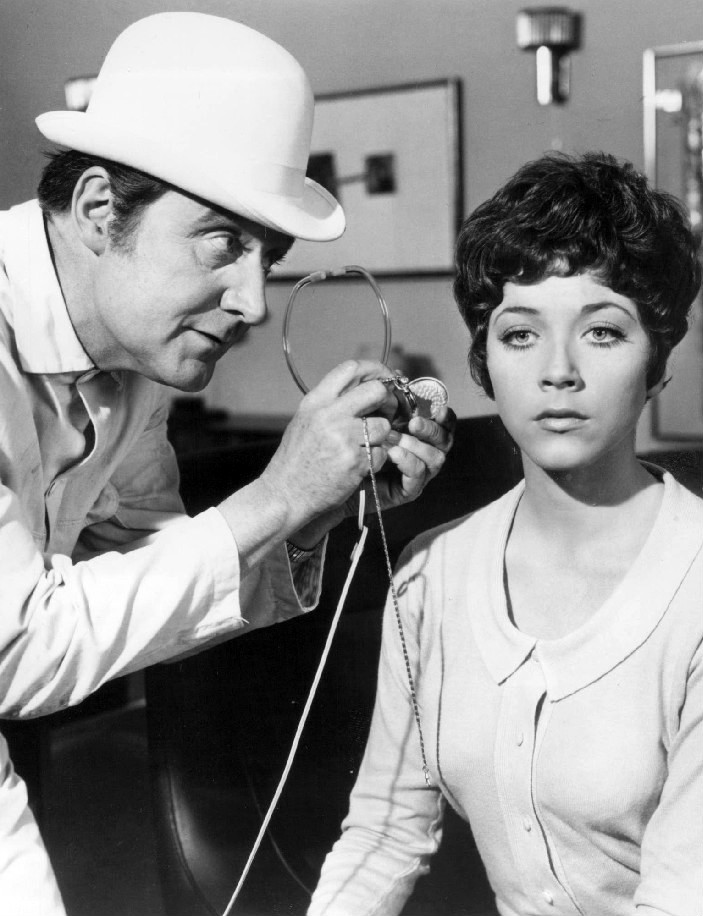

《어벤저스》(영어: The Avengers)는 영국의 텔레비전 드라마이다. 1961년에 처음 방송되어 1969년까지 방송되었다. 총 6시즌으로 방송되었다. 스핀오프 작품 《전격 제로 작전》(The New Avengers)은 1976년 방송되었다.